# Cantón de Formerie
El cantón de Formerie era una división administrativa francesa, que estaba situada en el departamento de Oise y la región de Picardía.

## Composición
El cantón estaba formado por veintitrés comunas:
- Abancourt
- Blargies
- Boutavent
- Bouvresse
- Broquiers
- Campeaux
- Canny-sur-Thérain
- Escles-Saint-Pierre
- Formerie
- Fouilloy
- Gourchelles
- Héricourt-sur-Thérain
- Lannoy-Cuillère
- Moliens
- Monceaux-l'Abbaye
- Mureaumont
- Omécourt
- Quincampoix-Fleuzy
- Romescamps
- Saint-Arnoult
- Saint-Samson-la-Poterie
- Saint-Valery
- Villers-Vermont

## Supresión del cantón de Formerie
En aplicación del Decreto n.º 2014-196 de 20 de febrero de 2014, el cantón de Formerie fue suprimido el 22 de marzo de 2015 y sus 23 comunas pasaron a formar parte del nuevo cantón de Grandvilliers.